# Phantasy Star Zero
Phantasy star 0 (ファンタジースターZERO Fantashī Sutā ZERO?,  en Norteamérica: Phantasy Star Ø y en Europa: Phantasy Star: ZERO) es un juego de rol de acción desarrollado por Sonic Team y publicado por Sega Enterpirses para Nintendo DS. Esta entrega forma parte de la serie Phantasy Star Online por su mecanismo del juego y se adjunta parte de los elementos de Phantasy Star Universe, como la historia, modo por defecto para partida sin conexión.

## Personajes
Phantasy Star ZERO usa el mismo modo de creación de jugadores que Phantasy Star Online. El jugador elige una especie y el arquetipo de personaje. Las especies son: versátiles humanos que aumentan el efecto de los objetos, poderosos y resistentes androides que se regeneran llamados CASTs o rápidos pero débiles seres tipo elfo creados genéticamente que se recargan puntos de fotones (PP) llamados Newman. La forma de jugar varía de sexaje y el arquetipo de personaje. Depende de la especie, empieza con una historia distinta, junto con su primera zona de combate, pero al final, todas las 3 especies terminan idénticamente. Personajes varones tienden a obtener mucho en ataque, defensa y resistencia; Personajes mujeres tienden a obtener mucho en magia, precisión y evasión.

### Arquetipos
Los arquetipos son extraídos de Phantasy Star Online y son los siguientes:
Hunter
Es un tipo de personaje similar a un guerrero. Lucha con gran parte de armas de Hunter (espadas, alabardas, escudos, dagas, sables láser) y algunas de Ranger (ametralladoras, pistolas), pero muy limitado en las de Force (varitas, "Slicers"). Suelen ser los que más vida (HP) tienen. Humanos y Newmans pueden usar algunas técnicas, sobre todo, con el aumento de estados con este tipo.
Ranger
Tipo intermedio entre el Hunter y el Force. Usa gran parte de armas de Ranger (bayonetas, rifles, lanzamisiles, cañones láser). También puede usar algunas armas de Hunter y de manera muy limitada en las de Force. Es una buena elección para los jugadores novatos. Newmans no pueden formar Rangers. Humanos pueden usar algunas técnicas, sobre todo, con la reducción de estados a los oponentes con este tipo.
Force
Es lo más similar a un lanzador de conjuros. Al ser el que más PP tiene, es el adecuado para mantener con magia a todo el grupo, además de ser el único personaje que puede aprender todas las técnicas del juego. Solo ellos pueden usar Grants, un conjuro de tipo Luz, y Megid, un conjuro de tipo Oscuridad, y pueden aprender niveles de técnicas existentes más altos. Puede equiparse con todas las armas de Force (adicionalmente bastones), con algunas de Hunter y de manera muy limitada en las de Ranger. Es un tipo de personaje avanzado. Este arquetipo no está disponible en CASTs.

### NPCs
Se agregan 4 personajes no jugables. Estos son seleccionables en modo local de un solo jugador:
- Sarisa (especie Newman)
- Ogi (especie Androide)
- Kai (tipo Hunter)
- Reve (especie Newman)

## Aparición del juego
Phantasy Star ZERO aparece para la Nintendo DS el 25 de diciembre de 2008 en Japón, pero tuvo retrasos para otros países o continentes. En Norteamérica, iba a lanzarse el 10 de noviembre de 2009, pero las tiendas no tenían existencias hasta el 11 del mismo mes y año, y erróneamente en la web, iba a lanzarse el 12 del mismo mes y año, debido a que Sega no garantizó que las tiendas se llenaran de varias copias un día antes. En Europa y Australia, fue lanzado el 12 de abril y el 10 de febrero de 2010, respectivamente. Se encontraron diferencias entre versiones, basándose en la versión japonesa:
- El juego estaba originalmente en japonés, pero fue doblado al inglés en las demás versiones.
- Algunos objetos (las revistas por ejemplo) son remplazados debido a bloqueo regional de licencias. Lo mismo ocurre con las claves.
- La canción introductoria encontrada en la versión japonesa, Makenai Kokoro, fue eliminada de las demás versiones debido a problemas de licencia.

## Jugabilidad

### Modos "en línea" y local
Similar a Phantasy Star Online, los jugadores pueden comprar, almacenar objetos, aceptar misiones y acceder áreas en una misma ciudad. En modo local, cuenta con la historia en donde, durante el progreso, verás algunas secuencias FMV, obtienes algunos personajes y, al completar el juego, la mayor dificultad para empezar de nuevo y mejorar armas o protectores existentes o adquirir las nuevas. Además, en las conversaciones de jugador a NPC o en tiendas, suelen usar imágenes estáticas debido a limitaciones técnicas. El juego tiene 3 modos en línea: "Free Play" (hasta 4 jugadores, 3 son al azar), "Play With Friends" (permite crear o unir a una habitación privada de hasta 4 jugadores) y "Play Alone" (solo se puede entrar a misiones en línea un solo jugador y enviar el estado a los demás).

### Comunicación
Se usa el chat visual, copiado del PictoChat de la DS donde los jugadores pueden usar el lápiz táctil para crear texto o dibujos. Sin contar con las limitaciones técnicas de 20 mensajes preestablecidos por el usuario,  se puede crear estos mensajes y usarlos aún con el CWF de Nintendo, tanto en idioma nativo (inglés o japonés) como idiomas definidos por los usuarios.

### Arsenal
El juego contiene más de 350 armas, debutando 2 nuevas clases:
- Escudos: aunque se usa solo para defensa, ahora también puede atacar. Este es un arma cuerpo a cuerpo.
- Bayonetas: aunque tiene la apariencia de una espada, en su interior tiene un rifle (se usa la telca L + cualquiera de las teclas de acción configurada en su DS). Esta arma puede intercambiar los modos corto alcance y cuerpo a cuerpo.

Al igual que Phantasy Star Online, se puede mejorar el arsenal con "Grinders", metal raro que se utiliza en armas y protectores para subir de nivel.

## Versión DSiWare
Una pequeña versión del juego, Phantasy Star ZERO Mini, fue lanzado exclusivamente para la DSiWare japonesa el 25 de marzo de 2009. Se agrega en esta entrega, la posibilidad de agregar un escenario extra, posiblemente uno de Phantasy Star Online o usar un escenario existente según el sitio de Sega en Japón.

## Recepción
Phantasy Star ZERO recibió un puntaje 33 de 40 de la revista Famitsu, en donde se aprecia el control, jugabilidad y el modo en línea, citando: "es como sentir un juego en línea en la palma de tu mano". La publicación también criticó la "suavidad del sonido" del juego. Nintendo Power puso un 8 de 10 con buenas partes del juego, pero criticó de modo negativo el uso del menú principal y la pérdida de tiempo para cambiar objetos. Phantasy Star 0 se vendió 84 055 copias durante su debut en Japón. Phantasy Star ZERO tuvo un puntaje en Metacritic de 71 de 100 basando en 33 revisiones, marcando desde un 94 de 100 de Cheat Code Central, hasta un 33 de 100 de The A.V. Club.